# Urgleptes nigridorsis
Urgleptes nigridorsis är en skalbaggsart som först beskrevs av Bates 1885.  Urgleptes nigridorsis ingår i släktet Urgleptes och familjen långhorningar.
Artens utbredningsområde är Guatemala. Inga underarter finns listade i Catalogue of Life.